# Gavi (Piemont)
Gavi (ligur nyelven: Gäi) település Olaszországban, Piemont régióban, Alessandria megyében. Lakosainak száma 4415 fő (2023. január 1.). Gavi Bosio, Francavilla Bisio, Novi Ligure, San Cristoforo, Serravalle Scrivia, Arquata Scrivia, Carrosio, Isola del Cantone, Parodi Ligure, Tassarolo és Voltaggio községekkel határos.

## Népesség
A település lakossága az elmúlt években az alábbi módon változott:
| Lakosok száma | 4588 | 4533 | 4415 |
|               | 2017 | 2018 | 2023 |